# Wiligelmo
Wiligelmo, Viligelmo o Guiligelmo (lat. med. Wiligelmus o Vuiligelmus, variante di Wilehelmus e  Guilehelmus) (XI secolo – 1120/1130) è stato uno scultore italiano di epoca romanica, tra i primi a firmare le proprie opere in Italia.
È stato il più importante maestro della scultura romanica in Italia, dotato nelle sue opere di una forza vitale e di un senso della narrazione impareggiabile per i suoi seguaci. 

## Biografia e attività
Forse originario della zona prealpina lombarda (Como?), fu essenzialmente attivo nel Modenese. 

### A San Benedetto Po

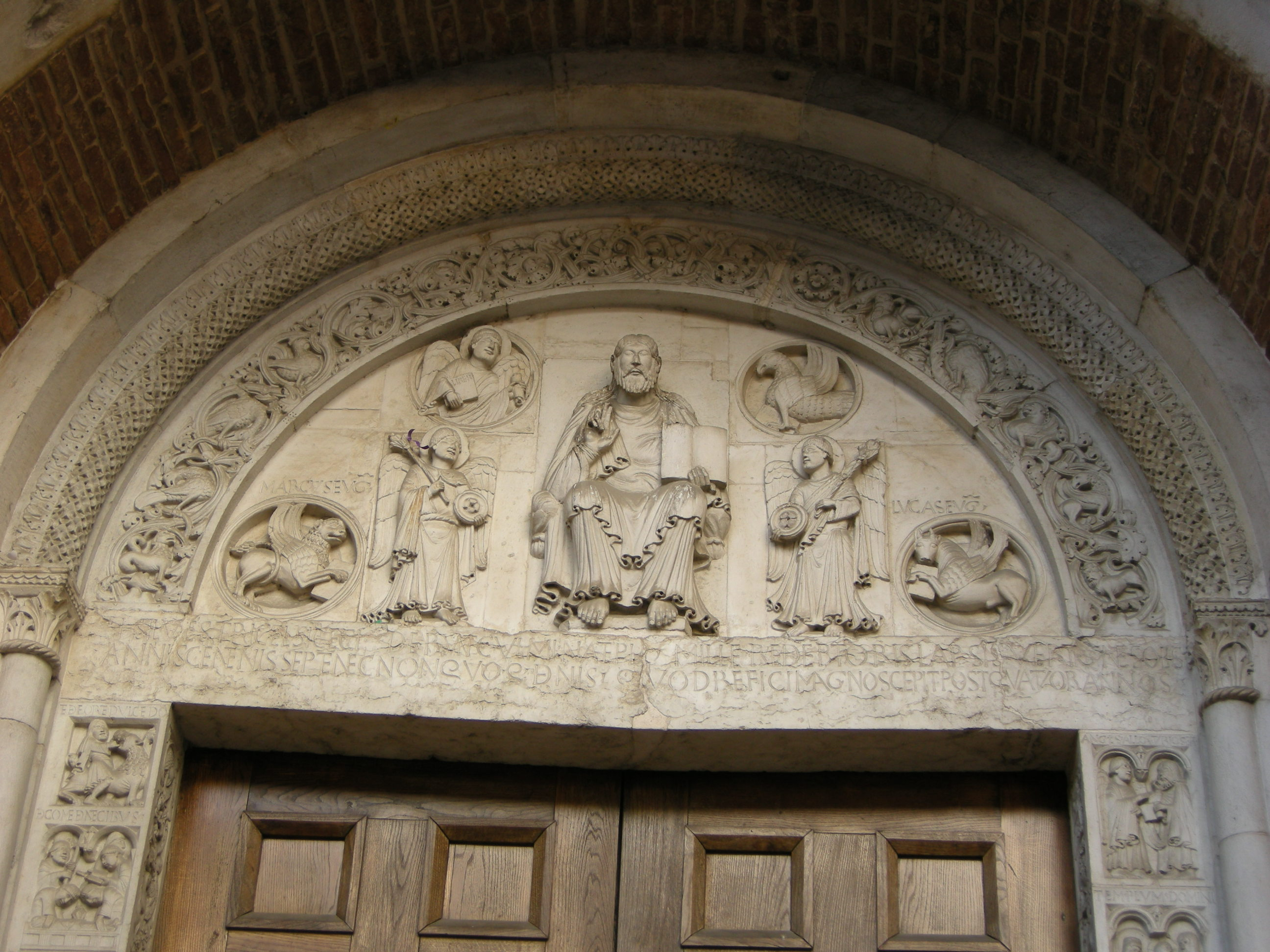
Il Cristo Pantocratore nella lunetta del portale principale della chiesa di Nonantola

Si ritiene che la prima attività scultorea di Wiligelmo sia da rintracciare nei frammenti erratici di tre Mesi provenienti dagli stipiti di un portale della chiesa abbaziale di San Benedetto al Polirone, complesso di fondazione matildica: i pezzi, oggi nel Civico Museo Polironiano, sono riconducibili all'inizi del percorso artistico di Wiligelmo e databili agli anni Ottanta dell'XI secolo.

### A Nonantola
L'attività di Wiligelmo e dei suoi allievi è attestata all'abbazia di Nonantola, anch'essa di fondazione matildica, dove si ammirano i bassorilievi delle Storie della Vergine e di sant'Anselmo negli stipiti del portale e il potente Cristo Pantocratore nella lunetta del portale principale. L'attività di Wiligelmo e della sua bottega a Nonantola potrebbe essere collocata entro il 1100, cioè poco prima della sua chiamata a Modena. 

### A Modena

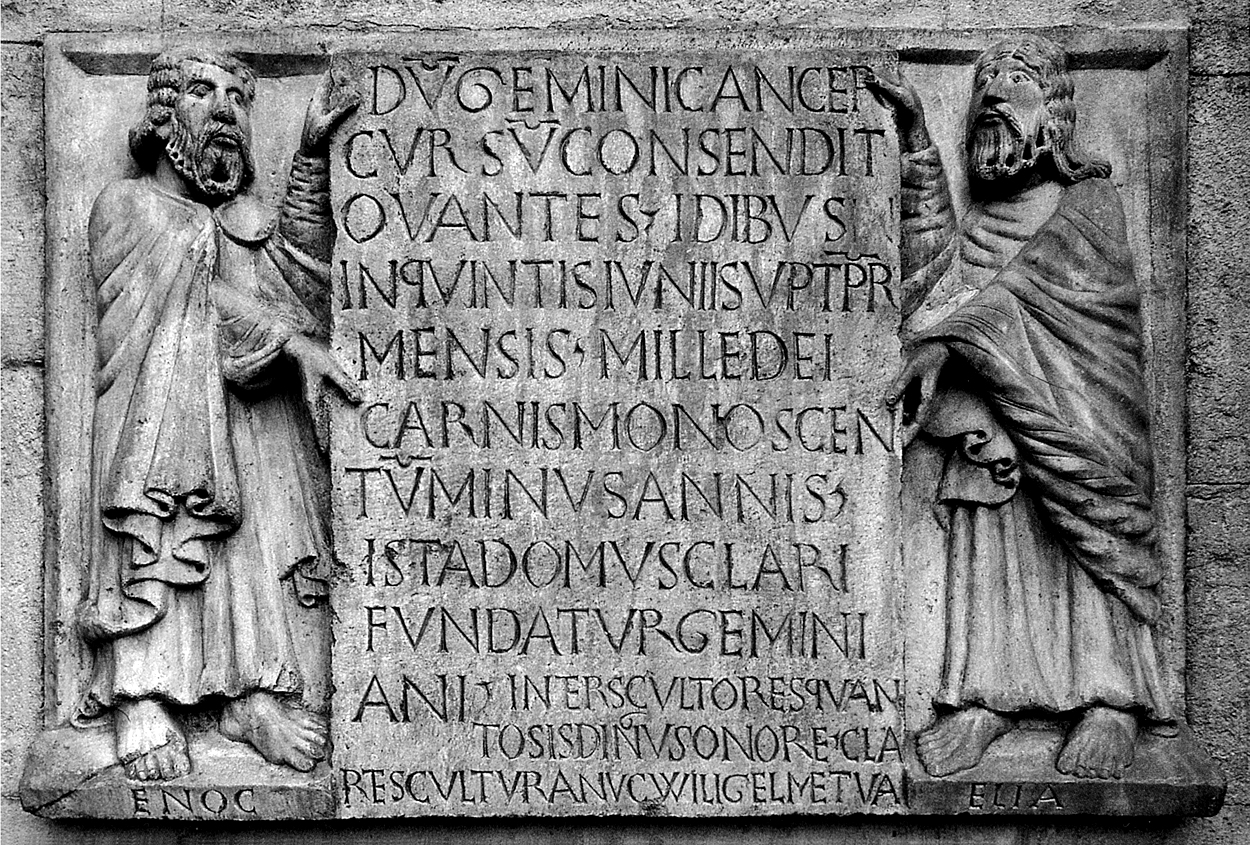
I profeti Enoch e Elia e la dedica a Wiligelmo.

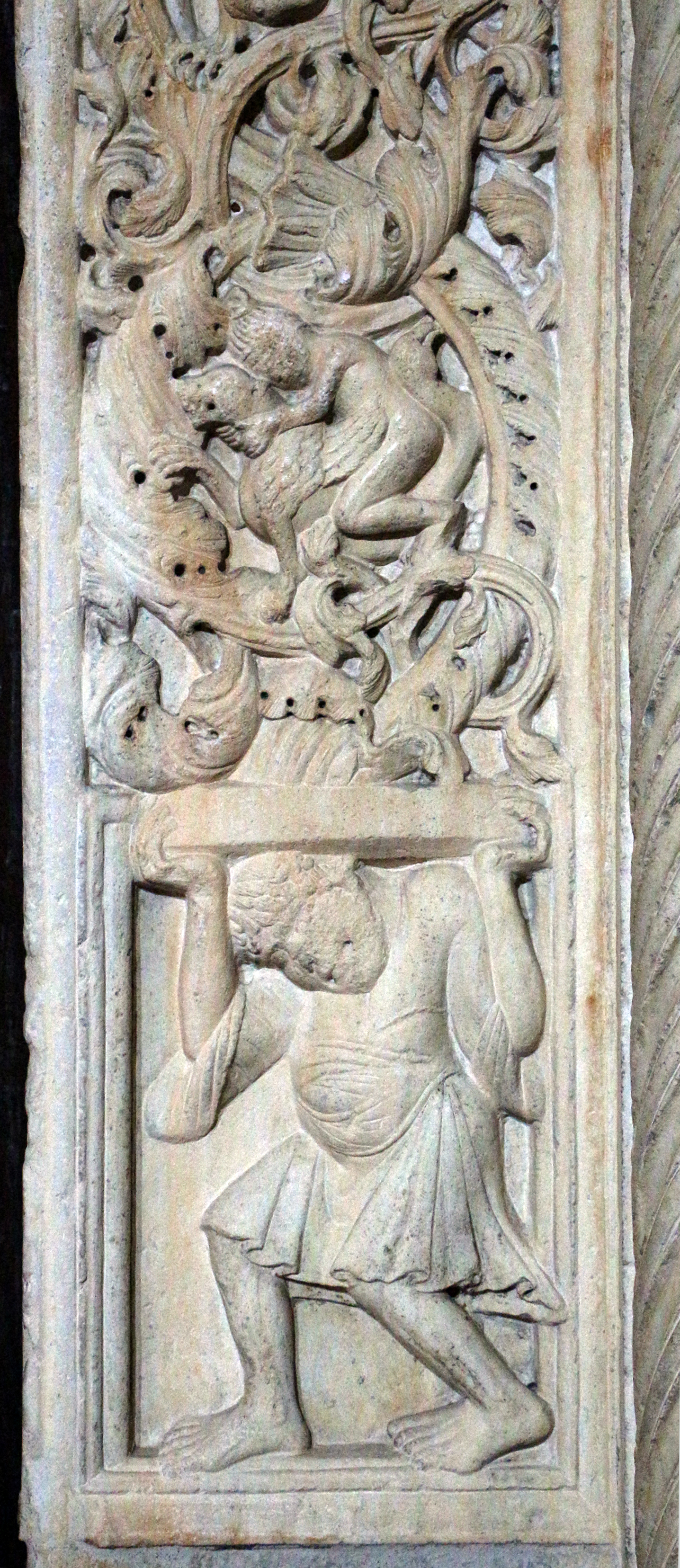
Telamone nello stipite del portale maggiore

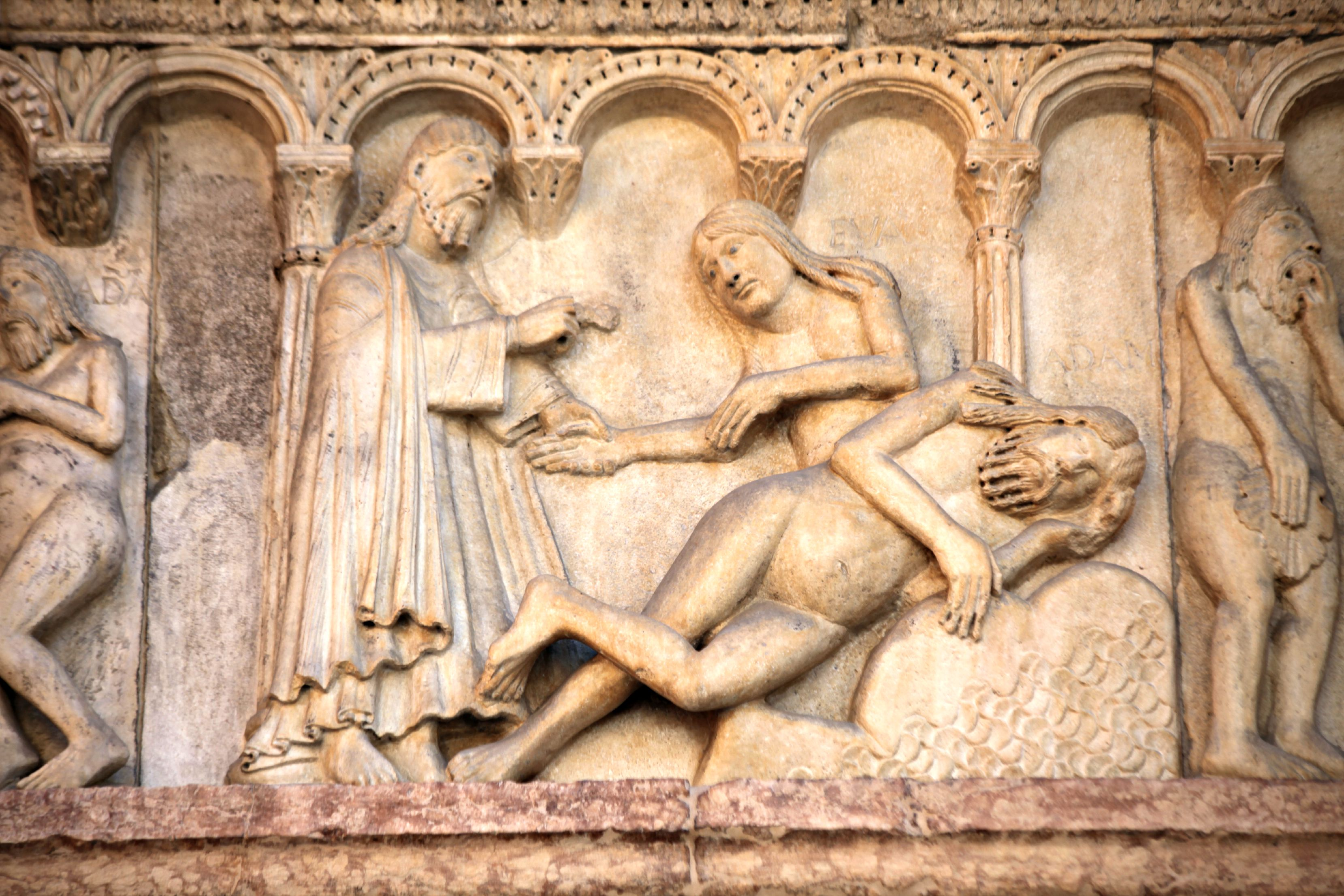
La creazione di Eva

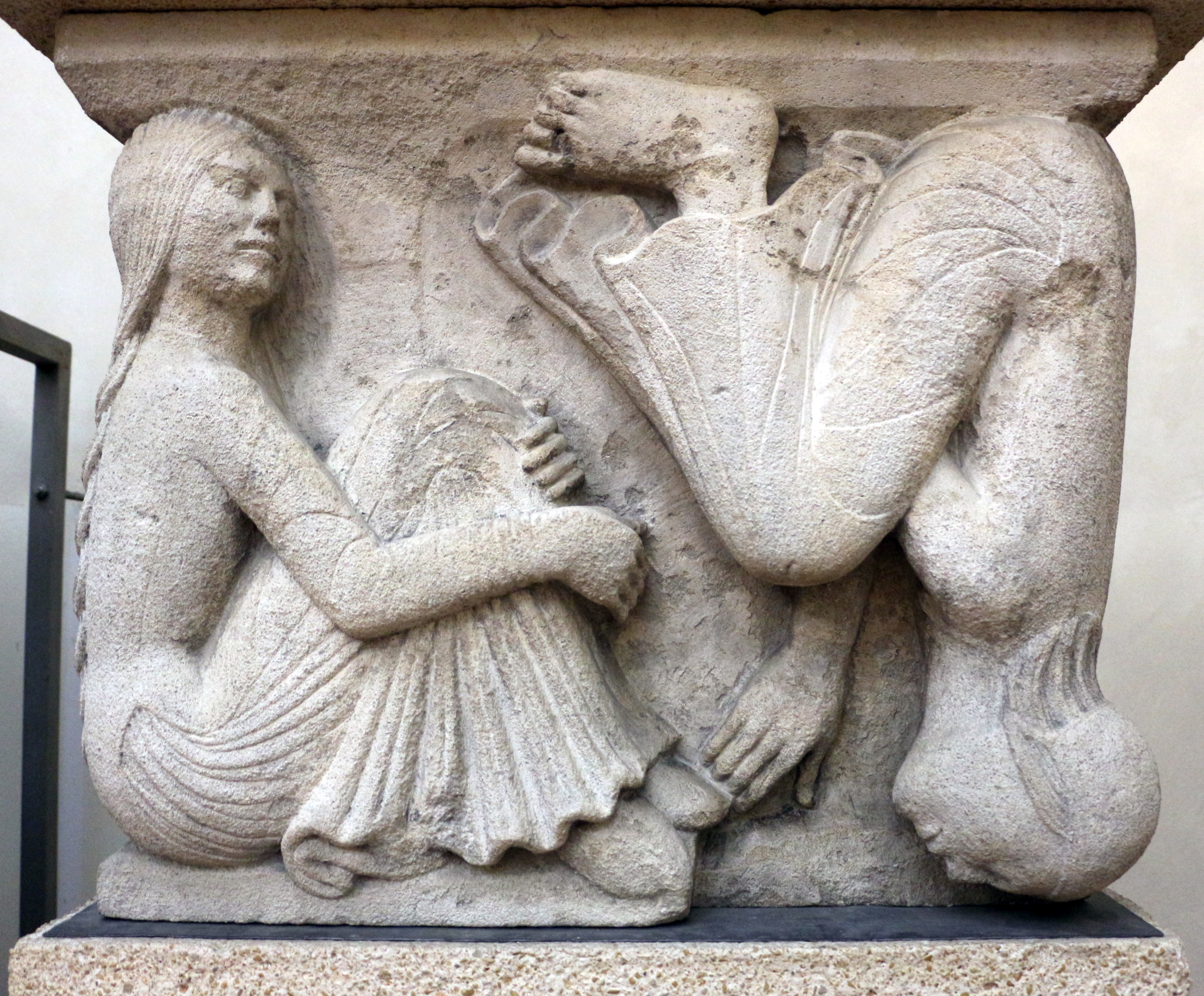
Gli Antipodi, metopa di Wiligelmo.

A Modena molto probabilmente lavorò come maestro lapicida sotto la direzione dell'architetto Lanfranco (forse originario dalla diocesi di Como e attivo nell'area padana nell'XI secolo) quando questi fu ingaggiato dai modenesi per l'edificazione della cattedrale, avvenuta nel 1099. Il nome di Wiligelmo ci è noto grazie ai distici leonini (scritti in caratteri diversi e dunque sicuramente postumi) che elogiano nel latino dell'epoca la sua opera di scultore: essi sono stati aggiunti, in basso, nella lastra posta sulla facciata del Duomo di Modena, dove si trova la dedicazione e la data di fondazione della chiesa in un cartiglio sorretto dalle figure di Enoch ed Elia, profeti che furono assunti in cielo senza morire, per sottolineare il carattere di immortalità dell'opera architettonica e scultorea:
(Epigrafe, Duomo di Modena)
Per questo motivo gli sono concordemente attribuite i quattro bassorilievi alti circa un metro e realizzati in marmo con "Storie bibliche dalla Creazione fino a Noè", oggi murati nella facciata occidentale del Duomo di Modena. Si tratta dei più noti rilievi di Wiligelmo con le seguenti raffigurazioni in bassorilievo:
- Dio Padre creatore. La creazione di Adamo. La creazione di Eva. Il peccato originale.
- Il rimprovero ad Adamo. La cacciata dall'Eden. Il lavoro dei progenitori.
- Le offerte di Caino e di Abele. Caino uccide Abele. Caino risponde al Signore.
- La vendetta di Lamech. L'arca di Noè. Noè e i suoi tre figli.

I quattro pannelli marmorei non furono però in origine realizzati per la facciata della cattedrale modenese, come dimostrano le ammorsature irregolari e i tagli procurati per adattarli agli spazi disponibili: già negli anni Sessanta del XX secolo Quintavalle aveva dimostrato che le quattro lastre scolpite erano i pannelli di un pontile con pulpito posto all'interno del duomo e poi (forse in seguito al terremoto del 1117) riutilizzate per decorare la facciata; questo giustificherebbe anche l'epigrafe celebrativa posta in facciata. 
Da essi vediamo emergere le qualità dell'autore: aderenza al tema trattato, espressività ed essenzialità. Gli ambienti non vengono descritti: i soggetti vengono piuttosto colti in azione, esaltando la loro esistenza. Esempio tipico è quello del cieco Lamech che uccide Caino: la cecità è resa mirabilmente dal suo atteggiamento. Il tutto costituisce una narrazione sommaria; si osservi anche La creazione di Eva, dove l'ambiente in cui avviene l'episodio è indicato da una roccia tondeggiante, che rappresenta le acque del fiume Paradiso. Non è il naturalismo romano, classicheggiante o funzionale alla narrazione storica; ma non è neanche la concezione aspaziale bizantina: è piuttosto una trasformazione del simbolismo bizantino. Non è fatto per intuire un'idea, ma per far concepire la realtà del luogo, senza descriverlo dettagliatamente, ma dando efficacemente solo degli accenni per lasciare l'immaginazione allo spettatore. 
La scultura di Wiligelmo è alquanto rozza, volutamente sommaria, per essere più comprensibile ai fedeli analfabeti cui era didatticamente rivolta. Ciò però non deve indurre a pensare a carenze tecniche dello scultore, perché nei due Geni portafiaccola, oggi sulla facciata del Duomo (ma anch'essi riutilizzati e provenienti dall'altare), la tecnica di Wiligelmo può dirsi pari a quella delle opere degli scultori classici. Probabilmente, aveva potuto osservare queste opere nei reperti romani venuti alla luce quando si era scavato per cercare pietre, trovando invece la necropoli romana ricca di lapidi e sarcofagi.
Sulla facciata sono murati anche i quattro Simboli degli Evangelisti, in origine parti del pulpito smembrato, sicuramente opera di Wiligelmo e certamente collegato al pontile, come dimostrano esempi coevi. 
Inoltre, al maestro sono attribuiti gli stipiti del portale principale, dove realizzò un tralcio abitato nelle parti frontali e dodici profeti, sei per parte, nell'intradosso. A Wiligelmo (in collaborazione con uno dei suoi più abili allievi, il Maestro delle Metope) sono attribuite altre sculture: le metope che fungevano da contrafforti esterni, con figurazioni di chimere, sirene e mostri (oggi nel Museo Lapidario del duomo modenese), i numerosi capitelli e i semicapitelli. 
Nel corso della decorazione del duomo di Modena, Wiligelmo si avvalse ovviamente della collaborazione di diversi allievi, purtroppo tutti anonimi e indicati negli studi con i nomi di Maestro di Artù, Maestro di San Geminiano, autori e/o collaboratori dei portali sui prospetti laterali a settentrione e a meridione. Il primo portale (Porta della Pescheria) mostra nell'intradosso i dodici Mesi e sull'archivolto la leggenda arturiana, mentre sull'architrave, entro riquadri, alcuni animali che derivano dai fabliaux; il secondo (Porta dei Principi) ha sulla fronte un tralcio che corre pure sull'archivolto, mentre sull'architrave è scolpita la vicenda di san Geminiano e del suo viaggio a Costantinopoli.

### A Quarantoli

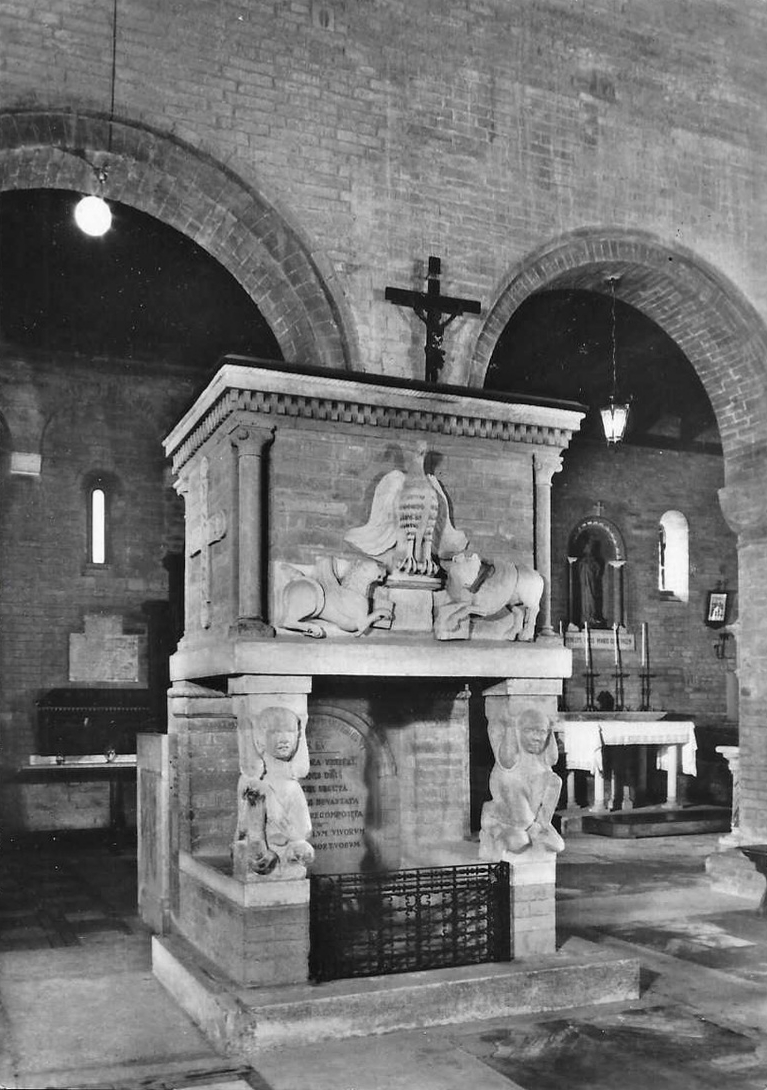
Il pulpito nella Pieve di Quarantoli

Nella pieve di Quarantoli si conserva un pulpito di ambito strettamente wiligelmico, con la raffigurazione dei simboli evangelici.

### A Piacenza
Wiligelmo forse lavorò anche nella cattedrale di Piacenza, dove, nei portali laterali, si distinguono le mani dei due artisti: la sua e quella di un altro suo allievo, che diventerà un grande maestro, Nicolò.

### A Cremona
Alcuni attribuiscono a Wiligelmo, o alla sua scuola, anche alcuni rilievi, facenti forse parte di un pulpito smembrato, che oggi sono collocati in vari punti della facciata del Duomo di Cremona e databili a dopo il 1107. 

### A Forlì
Una lunga tradizione attribuisce a Wiligelmo il Sogno e adorazione dei Magi, scultura nella lunetta del portale dell'Abbazia di San Mercuriale a Forlì, riconducibile però più correttamente ad ambito antelamico.

## Influenze
Alcuni elementi della sua tecnica ricordano la scultura aquitanica, in modo particolare quella del chiostro dell'abbazia di San Pietro a Moissac e quella di Saint-Sernin nella vicina Tolosa, ma ebbe modo di confrontarsi a fondo con la scultura romana, le cui influenze sono chiaramente ravvisabili nei reperti della necropoli della Mutina latina. Si è discusso a lungo su questi contatti, presupponendo una formazione di Wiligelmo entro l'ambito di quei cantieri. Non vi è dubbio che questi contatti esistano, ma, più che di una dipendenza di Wiligelmo dalle sculture aquitaniche (del resto di poco precedenti quelle di Modena), si tratta di una contemporaneità culturale, di reciproci scambi, pur nell'affermazione individuale della personalità di ogni singolo artista.
Si può parlare di una scuola wiligelmica non solo per i suoi allievi, ma anche per due altri grandi scultori dell'epoca, a lui di poco posteriori: Niccolò, attivo a Ferrara, e Benedetto Antelami, attivo a Parma, che mostrano di avere subito la sua influenza.

## Galleria d'immagini

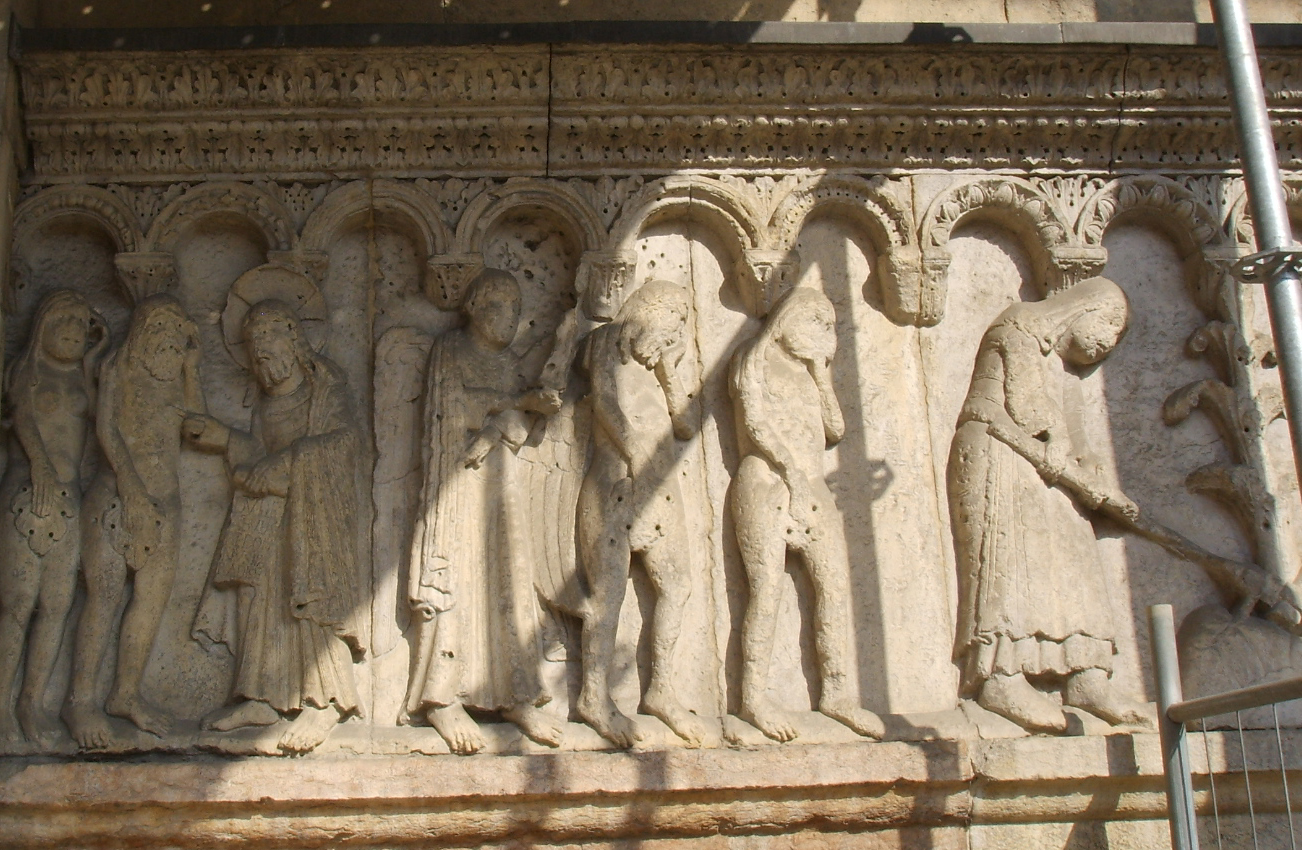
Cacciata dal paradiso terrestre
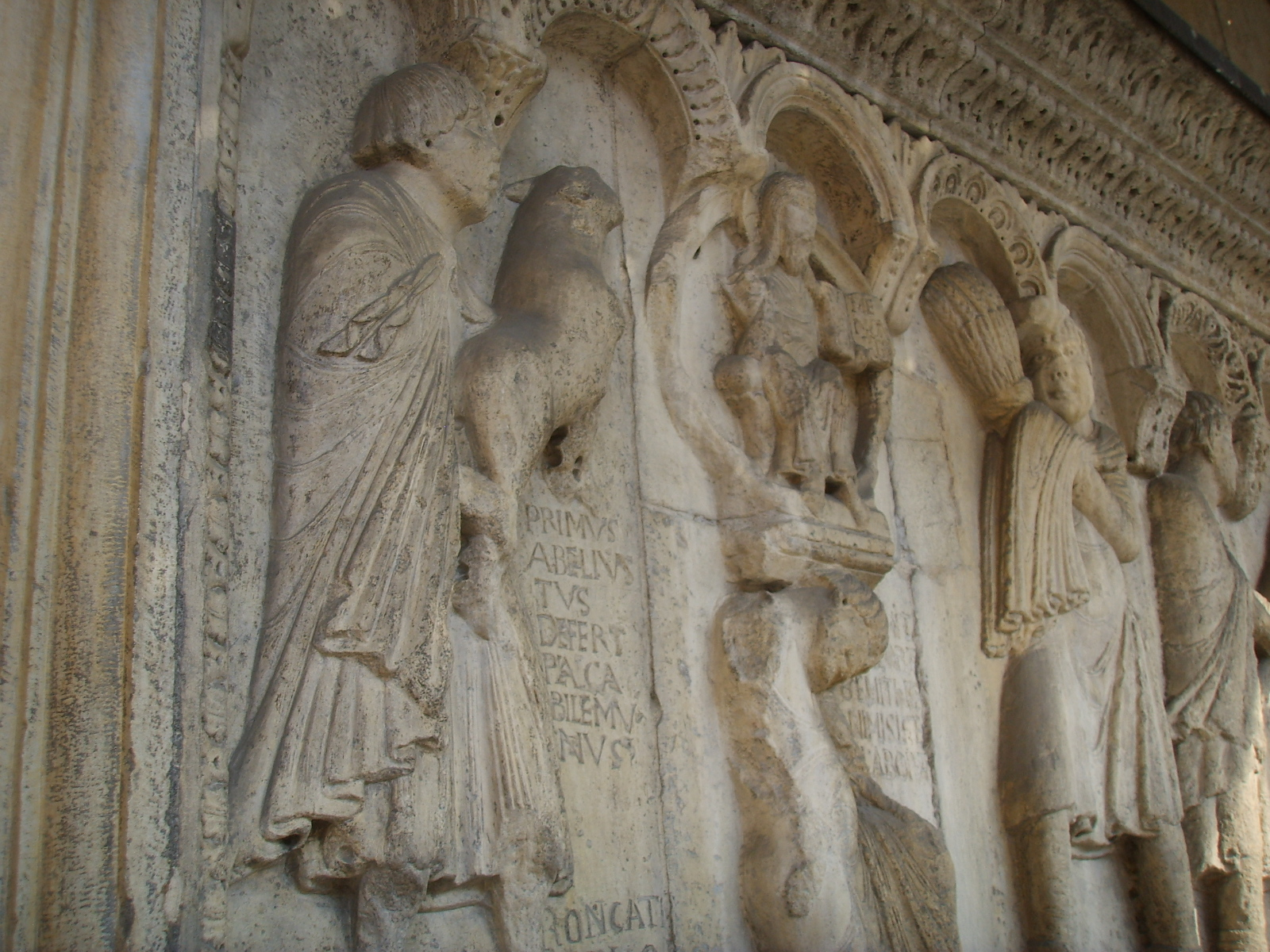
Caino e Abele
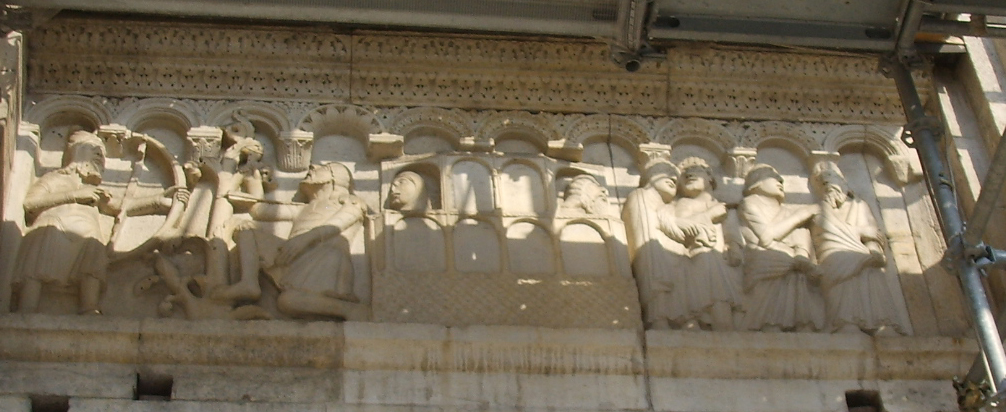
Uccisione di Caino e Storie di Noè
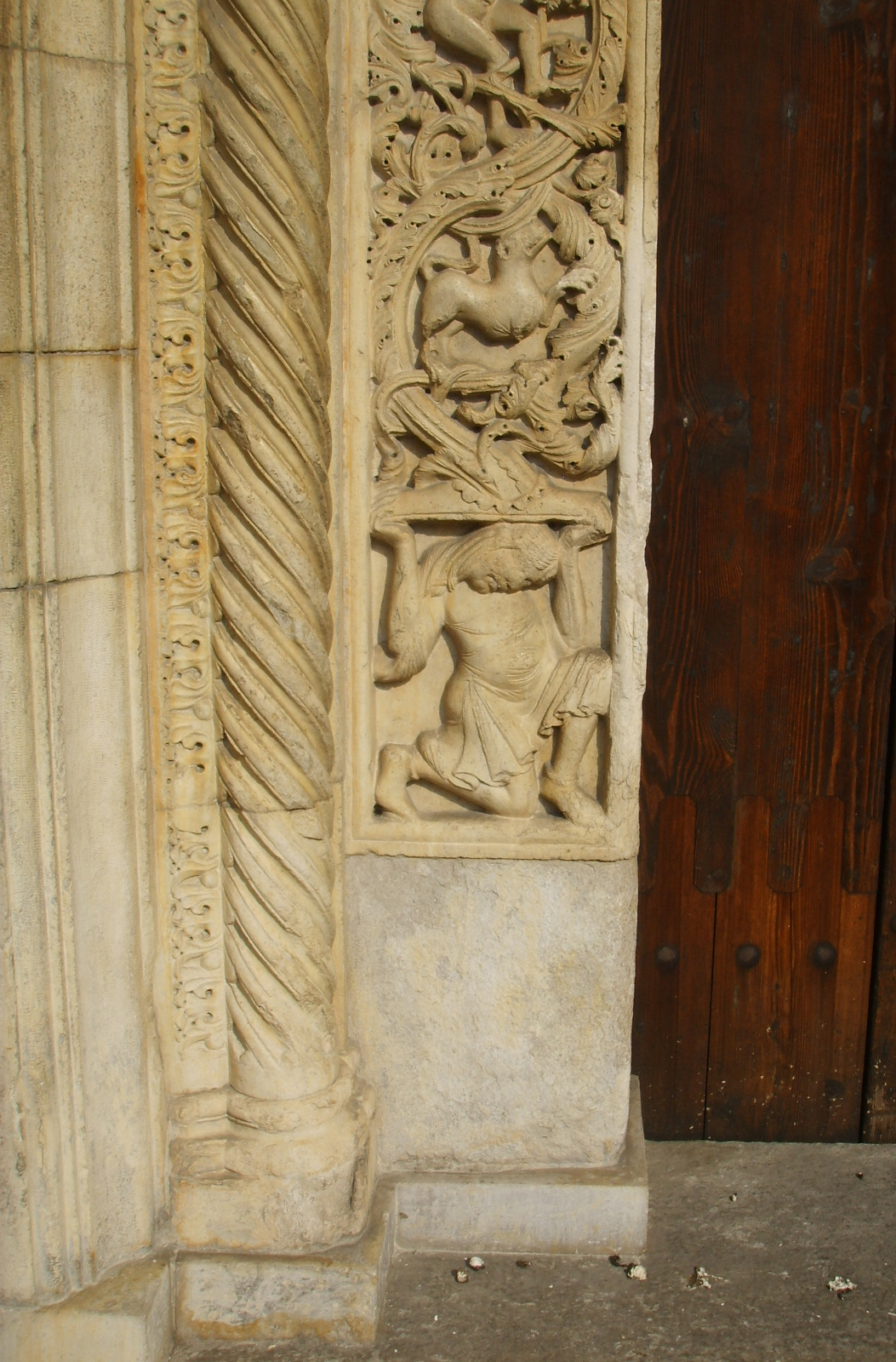
Telamone
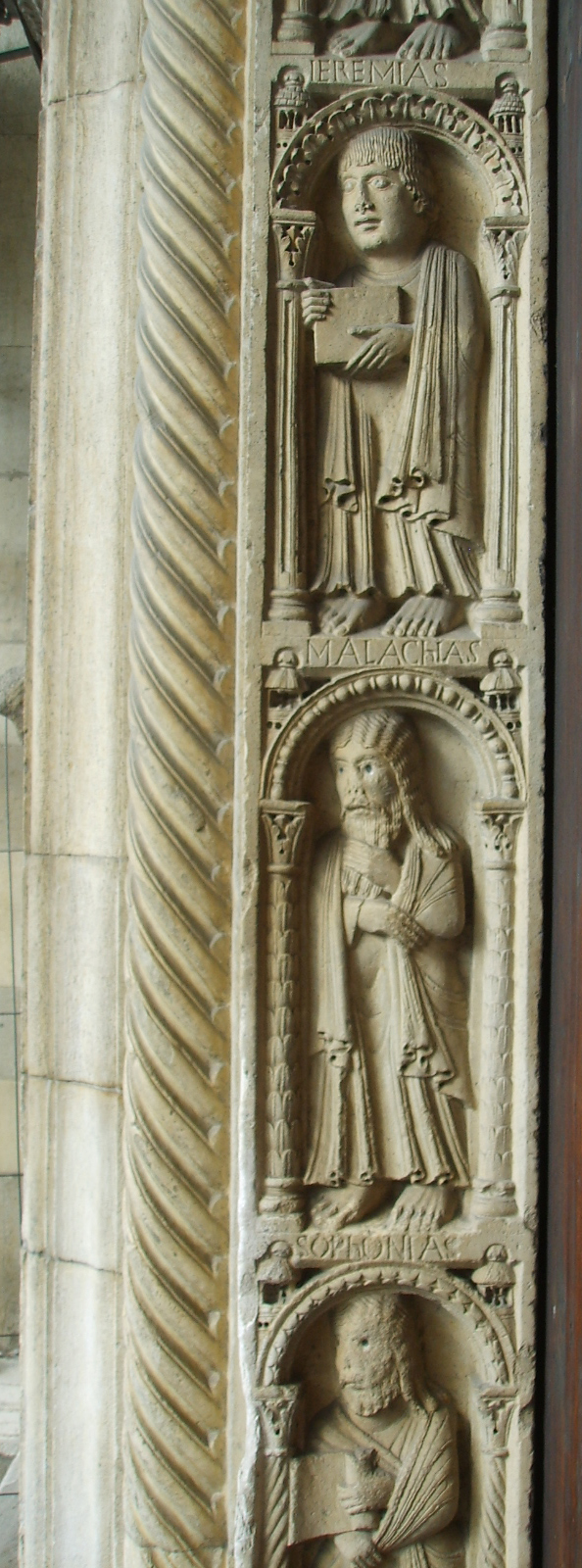
Profeti
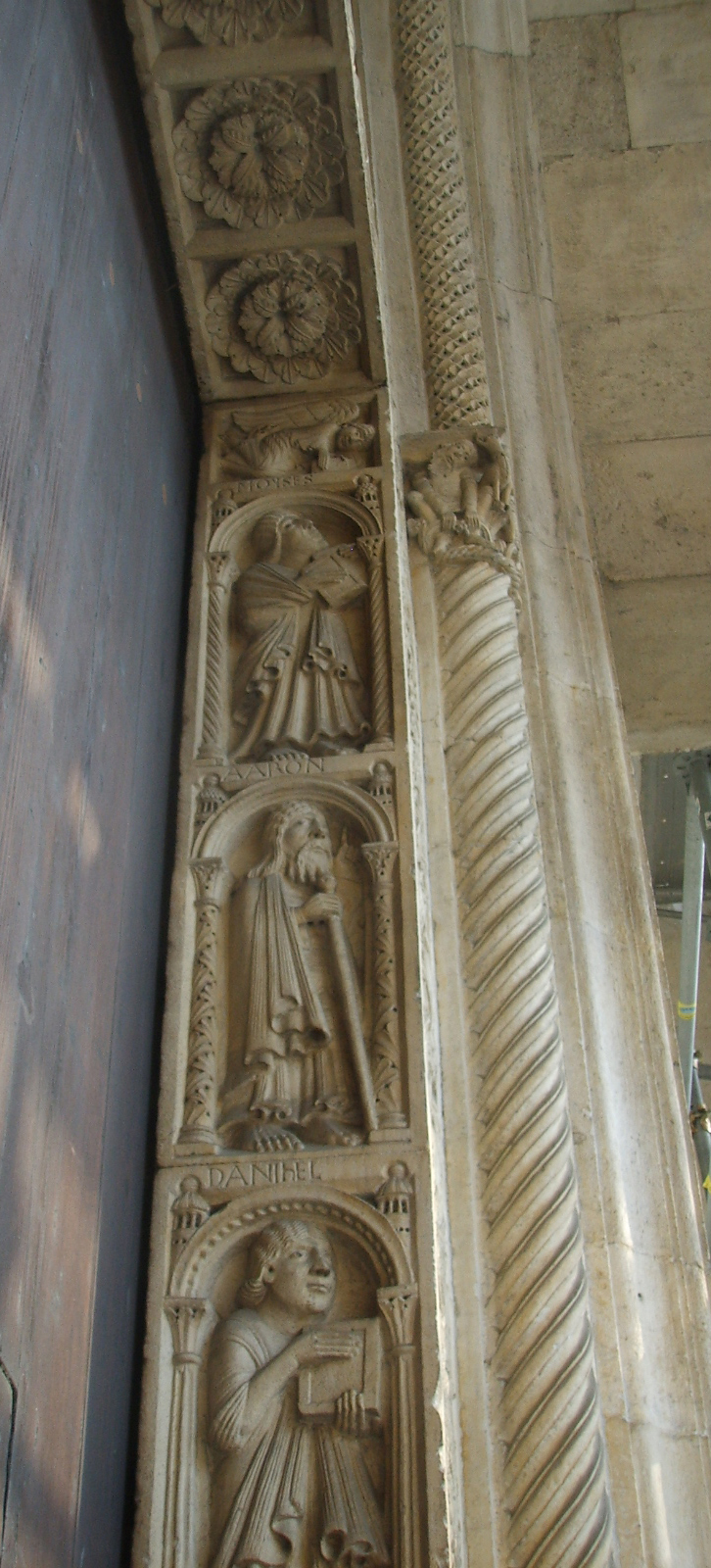
Profeti
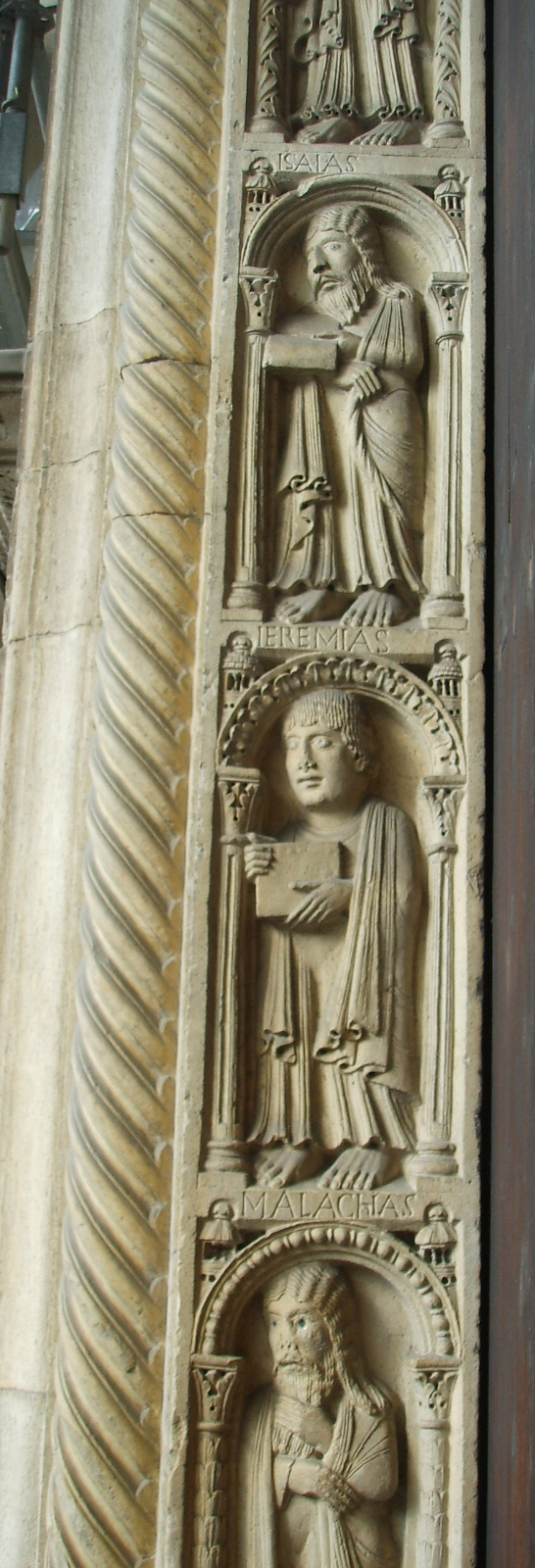
Profeti
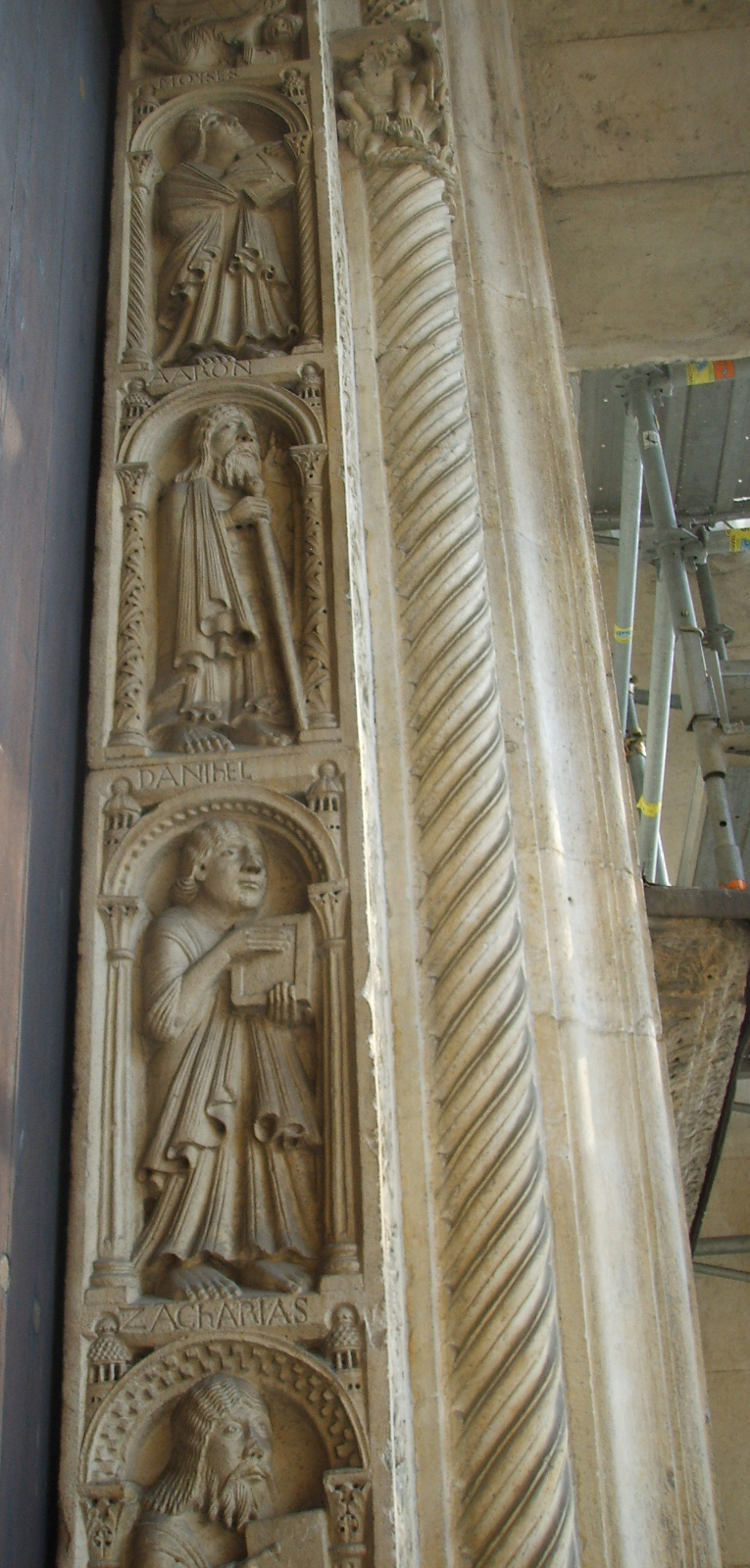
Profeti